# إليك كامبل
إليك كامبل (بالإنجليزية: Alec Campbell)‏ (29 مايو 1890 بساوثهامبتون في المملكة المتحدة - 16 يونيو 1943 في المملكة المتحدة) هو مدرب كرة قدم ولاعب كريكت ولاعب كرة قدم بريطاني (وحمل سابقاً جنسية المملكة المتحدة لبريطانيا العظمى وأيرلندا) في مركز الدفاع. لعب مع نادي ساوثهامبتون ومنتخب إنجلترا الوطني لكرة القدم للهواة ‏ وGlossop North End A.F.C. ‏ ونادي بول تاون.

## وصلات خارجية
- إليك كامبل على موقع إي آس بي آن كريك إنفو (الإنجليزية)
- إليك كامبل على موقع Soccerbase.com (مدرب) (الإنجليزية)